# 양자 복제
양자역학 또는 양자 정보 이론에서, 양자 복제(영어: Quantum cloning)는 알려지지 않은 임의의 양자 상태를 어떤 식으로든 원래 상태를 변경하지 않고 정확한 복사본을 만드는 과정을 의미한다. 그러나, 양자 복제는 임의의 상태 {\displaystyle {\displaystyle |\psi \rangle _{A}}}를 완벽히 복제하는 연산이 없다는 복제 금지 정리에서 알 수 있듯이, 양자 복제는 양자 역학의 법칙에 의해 금지된다. 디랙 표기법으로 양자 복제 과정은
{\displaystyle {\displaystyle U|\psi \rangle _{A}|e\rangle _{B}=|\psi \rangle _{A}|\psi \rangle _{B}}}
과 같이 설명된다. 여기서 {\displaystyle {\displaystyle U}}는 복제 연산자, {\displaystyle {\displaystyle |\psi \rangle _{A}}}는 복제할 상태, {\displaystyle {\displaystyle |e\rangle _{B}}}는 사본의 초기 상태이다.
완벽한 양자 복제는 불가능하지만 사본이 비단위(즉, 완전하지 않은) 충실도를 갖는 불완전한 복제를 수행하는 것은 가능하다. 근사적 양자 계산의 가능성은 뷰젝과 힐러리가 처음 다루었으며, 복제된 양자 상태의 충실도의 이론적 범위가 도출되었다.
양자 복제의 응용 중 하나는 양자 키 분배 규약의 보안을 분석하는 것이다. 순간 이동, 핵자기 공명, 양자 증폭 및 우수한 페이즈 켤레는 양자 복제 기계를 구현하는 데 사용되는 몇 가지 방법의 예이다. 이온 덫 기술은 이온의 양자 상태를 복제하는 데 적용되었다.

## 양자 복제 기계의 유형
닫힌 시간꼴 곡선을 포함하는 시공간에서는 양자 상태를 임의의 정확도로 복제하는 것이 가능할 수 있다.

### 범용 양자 복제
범용 양자 복제는 출력(복제된 상태)의 품질이 입력에 의존하지 않으므로 과정이 모든 입력 상태에 대해 "보편적"임을 의미한다. 생성된 출력 상태는 계의 해밀토니안에 의해 제어된다.
최초의 복제 기계 중 하나인 1-2 범용 양자 복제 기계는 뷰젝과 힐러리가 1996년에 제안했다. 이름에서 알 수 있듯이 이 기계는 하나의 출력 큐비트만 비교할 때 충실도가 5/6이고 두 큐비트를 비교할 때 전역 충실도가 2/3인 단일 입력 큐비트와 동일한 복사본 두 개를 생성한다. 이 아이디어는 임의의 수의 입력 및 복사본, 및 d-차원 계과 같은 보다 일반적인 경우로 확장되었다.
광자 유도 방출을 사용하여 이러한 유형의 복제 기계를 물리적으로 실현하기 위해 여러 실험이 수행되었다. 이 개념은 동일한 확률로 모든 편광의 광자를 방출하기 위해 특정 3단계 원자의 특성에 의존한다. 이 대칭은 기계의 보편성을 보장한다.

### 페이즈 공변 복제
입력 상태가 블로흐 구면의 적도에 있는 지점에 해당하는 블로흐 벡터로 제한되면 더 많은 정보를 알 수 있다. 따라서 생성된 사본은 상태 종속적이며 최적의 충실도를 갖는다. {\textstyle 1/2+{\sqrt {1/8}}\approx 0.8536}. UQCM(≈0.83)보다 충실도가 약간 높지만 위상 공변량 복제는 회전 {\textstyle {\hat {R}}(\vartheta )} 및 제어된 NOT(CNOT) 연산자로 구성된 양자 논리 게이트를 통해 쉽게 구현되는 추가적 이점이 있다. 출력 상태는 페레스-호로데키 기준 에 따라 분리할 수도 있다.
과정은 1 → M인 경우로 일반화되었으며 최적임이 입증되었다. 이는 또한 qutrit 및 qudit 사례로 확장되었다. 최초의 실험용 비대칭 양자 복제 기계는 2004년에 핵 자기 공명을 사용하여 실현되었다.

### 비대칭 양자 복제
첫 번째 비대칭 양자 복제 기계들은 1998년 니콜라스 세리프에 의해 제안되었다 사본의 품질이 다르고 모두 입력 상태와 독립적인 경우 복제 연산이 비대칭이라고 한다. 이것은 동일한 충실도로 동일한 사본을 생성하는 위에서 논의한 대칭 복제 연산의 보다 일반적인 경우이다. 간단한 1 → 2 비대칭 복제 기계의 경우를 생각해 보자. 하나의 복제본의 충실도가 더 높은 값으로 고정되면 다른 복제본의 품질이 저하되어야 하고 그 반대의 경우도 마찬가지라는 점에서 복제 과정에는 자연스러운 절충안이 있다. 최적의 절충은 다음 부등식으로 제한된다.
{\displaystyle (1-F_{d})(1-F_{e})\geq [1/2-(1-F_{d})-(1-F_{e})]^{2}} 여기서 {\displaystyle F_{d}}와 {\displaystyle F_{e}}는 두 사본의 상태 독립 충실도이다. 이러한 유형의 복제 절차는 최-자미올코프스키 채널 상태 쌍대성에서 유도된 최적의 것으로 수학적으로 증명되었다. 그러나 이 복제 기계로도 완벽한 양자 복제는 불가능하다는 것이 증명되었다.
결과 복사본 간의 최적 정확도의 절충은 양자 회로 및 이론적 범위와 관련하여 연구되었다.
최적의 비대칭 복제 계는 {\displaystyle d}차원에서 {\displaystyle M\rightarrow N}으로 확장된다.

### 확률적 양자 복제
1998년 듀안과 고는 확률에 의존하는 양자 복제 기계에 대한 다른 접근 방식을 제안했다. 이 기계는 복제 금지 및 방송 금지 정리를 위반하지 않고 양자 상태를 완벽하게 복사 할 수 있지만 100% 재현할 수 없는 비용이 있다. 복제 기계는 유니터리 진화 외에도 측정을 수행하기 때문에 "확률적"이라고 한다. 그런 다음 이러한 측정값을 정렬하여 특정 양자 효율(확률)로 완벽한 사본을 얻는다. 직교 상태만 완벽하게 복제할 수 있으므로 이 기술을 사용하여 비직교 상태를 식별할 수 있다. 과정은 다음과 같은 경우에 최적이다. {\textstyle \eta =1/(1+|\langle \Psi _{0}|\Psi _{1}\rangle )} 여기서 {\textstyle \eta }는 상태 {\textstyle \Psi _{0},\Psi _{1}}의 성공 확률이다.
이 과정은 유니터리 축소 과정을 사용하여 두 개의 순수한 직교하지 않는 입력 상태를 복제하는 것으로 수학적으로 증명되었다. 이 기계의 한 가지 구현은 약 5%의 성공률을 가진 "잡음 없는 광 증폭기"를 사용하여 실현되었다.

## 근사 양자 복제의 응용

### 이산 양자 계에서의 복제
근사 양자 복제의 간단한 기반은 첫 번째 및 두 번째 사소한 복제 전략에 있다. 첫 번째 사소한 복제에서는 특정 기준의 큐비트 측정이 무작위로 이루어지며 큐비트의 두 복사본을 생성한다. 이 방법은 보편적 충실도는 2/3이다.
"자명한 증폭"이라고도 하는 두 번째 사소한 복제 전략은 원래 큐비트를 변경하지 않고 다른 큐비트를 다른 직교 상태로 준비하는 방법이다. 측정 시 두 큐비트의 확률은 1/2(확인)이고 전체 단일 복사 충실도는 3/4이다.

### 양자 복제 공격
양자 정보는 본질적인 암호화 특성으로 인해 암호화 분야에서 유용하다. 이러한 메커니즘 중 하나는 양자 키 분배이다. 이 과정에서 Bob은 Alice가 보낸 양자 상태를 수신하는데, 여기에는 일종의 고전적 정보가 저장되어 있다. 그런 다음 임의 측정을 수행하고 Alice가 제공한 최소한의 정보를 사용하여 측정이 "양호"했는지 여부를 결정할 수 있다. 그런 다음 이 측정 값은 정보 도난에 대한 두려움 없이 개인 데이터를 저장하고 보낼 수 있는 키로 변환된다.
이 암호화 방법이 아주 안전한 이유 중 하나는 복제 금지 정리로 인해 도청이 불가능하기 때문이다. 제3자인 Eve는 Bob에서 Alice로 전송되는 정보를 관찰하기 위해 일관성 없는 공격을 사용할 수 있다. 복제 불가능 정리로 인해 Eve는 어떠한 정보도 얻을 수 없다. 그러나 양자 복제를 통해 이것은 더 이상 전적으로 사실이 아니다.
일관되지 않은 공격은 Bob과 Alice 사이에 전송되는 정보에 일부 정보를 가져오는 제3자를 포함한다. 이러한 공격은 두 가지 지침을 따릅니다. 1) 제3자 Eve는 개별적으로 행동하고 관찰 중인 상태와 일치해야 한다. 2) 이동 상태에 대한 Eve의 측정은 선별 단계(일치하지 않는 기지에 있는 상태 제거) 하지만 화해 전이다(Alice와 Bob의 문자열을 다시 합치기). 양자 키 배포의 보안 특성으로 인해 Eve는 Bob과 Alice만큼 많은 정보를 가지고도 비밀 키를 해독할 수 없다. 무작위로 반복되는 공격은 Eve가 키를 찾을 가능성이 가장 높기 때문에 이러한 공격을 일관되지 않은 공격이라고 한다.

### 핵 자기 공명
고전적인 핵자기 공명은 강한 자기장에 노출되었을 때 핵이 공진 주파수의 전자기 복사를 방출하는 현상으로 이미징 기술에서 많이 사용되는 반면, 양자 핵자기 공명은 일종의 양자 정보 처리(QIP)이다. 핵 사이의 상호 작용은 CNOT와 같은 양자 논리 게이트의 적용을 허용한다.
한 양자 NMR 실험은 회로를 통해 3개의 큐비트를 통과시킨 후 모두 얽히게 하는 것과 관련이 있다. 두 번째 및 세 번째 큐비트는 충실도가 5/6인 첫 번째 큐비트의 사본으로 변환된다.
또 다른 응용 프로그램은 신호-노이즈 비율의 변경을 허용했다. 이 과정은 노이즈 주파수를 줄이면서 신호 주파수를 증가시켜 보다 명확한 정보 전송을 허용한다. 이것은 신호의 고도로 분극화된 전기 스핀의 일부가 목표 핵 스핀으로 전달될 수 있도록 하는 분극 전달을 통해 수행된다.
NMR 계는 쇼어 알고리듬 및 도이치-조사 알고리듬 과 같은 양자 알고리듬의 적용을 허용한다.

### 유도 방출
유도 방출은 직교하는 전자기장에 의해 연결된 1개의 지상 및 2개의 축퇴체의 3단계 계에서 작동하는 범용 양자 복제 기계의 한 유형이다. 이 계는 준위들 사이에서 전자를 여기시켜 광자를 방출할 수 있다. 광자는 계의 무작위 특성으로 인해 다양한 편광으로 방출되지만 방출 유형의 확률은 모든 사람에게 동일하다. 이것이 범용 복제 기계를 만드는 이유이다. 양자 논리 게이트를 자극 방출 계에 통합함으로써 계는 복제된 상태를 생성할 수 있다.

### 원격 복제
원격 복제는 양자 순간 이동과 양자 복제의 조합이다. 이 과정은 긍정적인 운영자 값 측정, 최대로 얽힌 상태 및 양자 순간 이동을 사용하여 로컬 및 원격 위치에서 동일한 복사본을 만든다. 양자 순간이동은 단독으로 "일대일" 또는 "다대다" 방법을 따르며 하나 또는 여러 상태가 Alice에서 원격 위치의 Bob으로 전송된다. 원격 복제는 먼저 상태의 로컬 양자 복제를 생성한 다음 양자 순간 이동을 통해 원격 위치로 전송하는 방식으로 작동한다.
이 기술의 이점은 일반적으로 양자 채널 결어긋남으로 인해 발생하는 전송 오류를 제거한다는 것이다.

## 같이 보기
- 복제 불가 정리
- 방송 불가 정리
- 양자 삭제 불가 정리